# Bojuk Bolagh
Bojuk Bolagh – wieś w Iranie, w ostanie Azerbejdżan Zachodni, w szahrestanie Mijandoab. W 2006 roku liczyła 193 mieszkańców.